# Wilopo

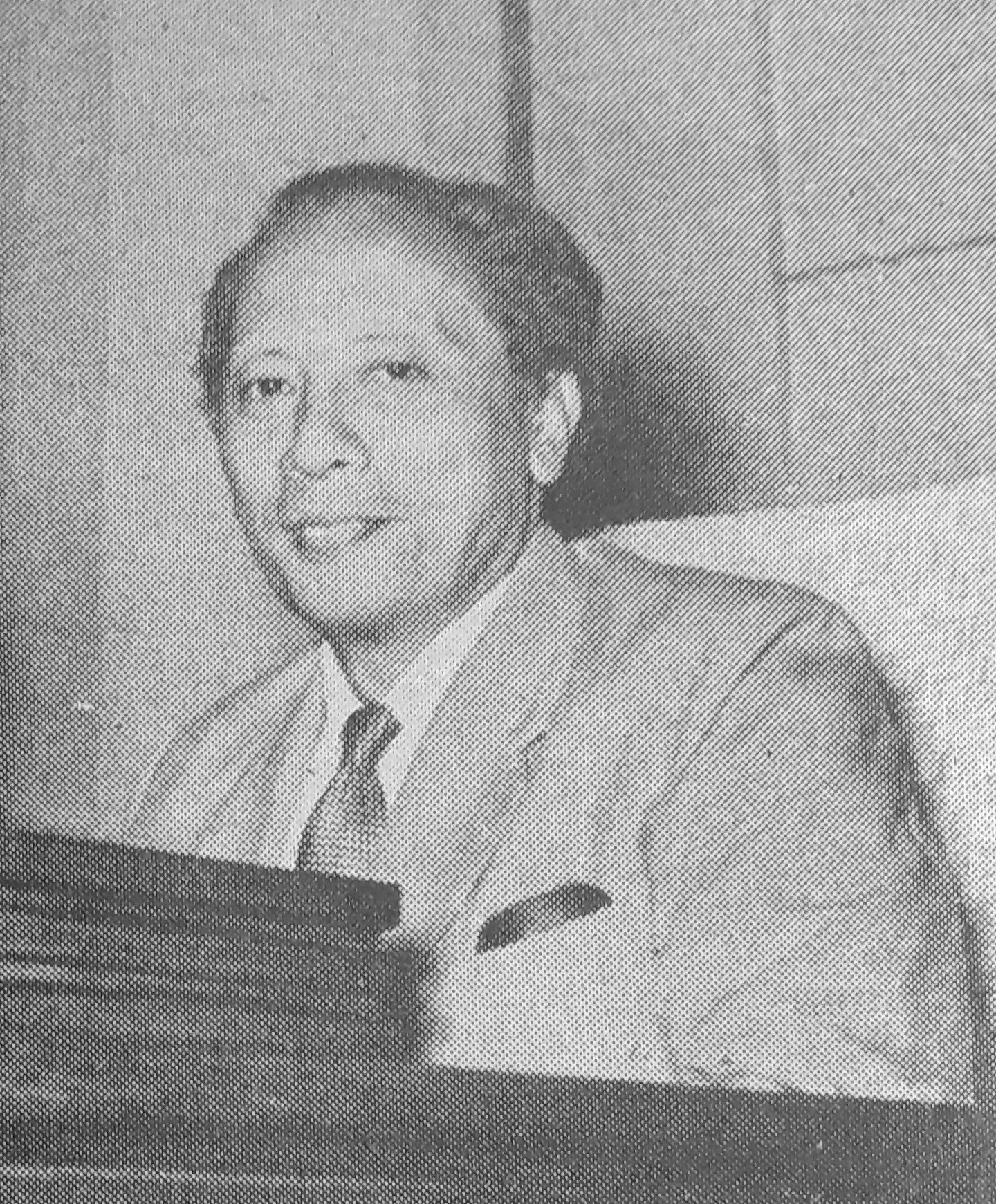
Wilopo

Wilopo (21 de outubro de 1909 - 1 de junho de 1981) foi um político indonésio que serviu como o sétimo primeiro-ministro da Indonésia de abril de 1952 até à sua renúncia em junho de 1953.

## Carreira política

### Ministro do trabalho
A primeira posição governamental de Wilopo foi como Ministro do Trabalho durante o Primeiro e Segundo Governo de Amir Sjarifuddin de 3 de julho de 1947 a 29 de janeiro de 1948. Após um breve hiato, ele tornou-se no Ministro do Trabalho durante a República do Governo dos Estados Unidos da Indonésia de 20 de dezembro de 1949 a 6 de setembro de 1950; mais tarde foi Ministro do Comércio e Indústria durante o Governo de Sukiman.

### Primeiro-ministro da Indonésia
Depois de completar o seu mandato como Ministro do Comércio e Indústria, a 19 de março de 1952, Wilopo foi instruído a escolher um governo para liderar. Três dias após entregar a sua lista ao presidente Sukarno, a 1 de abril ele e o seu governo assumiram o poder; foi essencialmente uma coligação de necessidade entre os partidos Masyumi e Nacional. Durante o seu tempo como primeiro-ministro, ele também passou 26 dias como Ministro das Relações Internacionais, de 3 a 29 de abril, tornando-se o ministro das Relações Internacionais da Indonésia com o período mais curto pelo menos até 2011. Como primeiro-ministro, ele inicialmente conseguiu obter o apoio do exército ao aceitar sem hesitação o sultão de Yogyakarta Hamengkubuwono IX como Ministro da Defesa. Após quatorze meses, o governo entrou em colapso; o colapso foi atribuído a questões de propriedades.

### Pós-primeiro-ministro
De 1955 a 1959, Wilopo serviu como Presidente da Assembleia Constituinte da Indonésia. Mais tarde, ele tornou-se chefe da Comissão dos Quatro, uma parte da Equipa de Erradicação da Corrupção, com o seu serviço a iniciar-se em junho de 1970. Apesar de encontrar "corrupção em todos os lugares", nenhuma ação foi tomada pelo governo.

## Morte
Wilopo faleceu em Jacarta em 1981.